# Црна Гора на Летњим олимпијским играма 2008.
Црна Гора је на Летњим олимпијским играма 2008. године у Пекингу наступила по први пут у својој историји. Представљао ју је 19 спортиста у 7 спортских дисциплина, а ношење заставе је поверено ватерполисти Вељку Ускоковићу.

## Атлетика

#### Мушкарци
| Такмичар         | Дисциплина | Време   | Место |
| ---------------- | ---------- | ------- | ----- |
| Горан Стоиљковић | Маратон    | 2,28:14 | 62/98 |

Жене
| Такмичарка       | Дисциплина | Групе | Групе | Четвртфинале      | Четвртфинале      | Полуфинале        | Полуфинале        | Финале            | Финале            |
| Такмичарка       | Дисциплина | Време | Место | Време             | Место             | Време             | Место             | Време             | Место             |
| ---------------- | ---------- | ----- | ----- | ----------------- | ----------------- | ----------------- | ----------------- | ----------------- | ----------------- |
| Милена Малешевић | 100 м      | 12,65 | 66/85 | Није се пласирала | Није се пласирала | Није се пласирала | Није се пласирала | Није се пласирала | Није се пласирала |

## Бокс
- Милорад Гајовић се квалификовао за учешће у тешкој категорији на другом европском квалификационом турниру.[2]

| Такмичар        | Дисциплина | Шеснаестина финала            | Четвртина финала | Полуфинале       | Финале           |
| Такмичар        | Дисциплина | Противник                     | Противник        | Противник        | Противник        |
| Такмичар        | Дисциплина | Резултат                      | Резултат         | Резултат         | Резултат         |
| --------------- | ---------- | ----------------------------- | ---------------- | ---------------- | ---------------- |
| Милорад Гајовић | Тешка      | Илијас Павлидис Грчка Пор 3:7 | Није се пласирао | Није се пласирао | Није се пласирао |

## Ватерполо
- Црна Гора се квалификовала за Олимпијаду победом на квалификационом турниру у септембру 2007. године[3].

| Састав |
| --- |
| Здравко Радић Милош Шћепановић Драшко Бргуљан Владимир Гојковић Александар Ивовић Млађан Јановић Никола Јановић Предраг Јокић Вјекослав Пасковић Милан Тичић Вељко Ускоковић Никола Вукчевић Борис Злоковић - Тренер Петар Поробић |

### Резултати

#### Група А
| Датум            | 1. екипа  | Резултат | 2. екипа   | Детаљи |
| ---------------- | --------- | -------- | ---------- | ------ |
| 10. август 2008. | Мађарска  | 10 - 10  | Црна Гора  |        |
| 12. август 2008. | Канада    | 0 – 12   | Црна Гора  |        |
| 14. август 2008. | Црна Гора | 10 - 6   | Грчка      |        |
| 16. август 2008. | Шпанија   | 12 - 6   | Црна Гора  |        |
| 18. август 2008. | Црна Гора | 5 - 5    | Аустралија |        |

#### Табела групе А
| Мс. | Репрезентација | Иг | П | Н | И | ДГ | ПГ | ГР  | Бод |
| --- | -------------- | -- | - | - | - | -- | -- | --- | --- |
| 1.  | Мађарска       | 5  | 4 | 1 | 0 | 60 | 36 | +24 | 9   |
| 2.  | Шпанија        | 5  | 4 | 0 | 1 | 52 | 34 | +18 | 8   |
| 3.  | Црна Гора      | 5  | 2 | 2 | 1 | 43 | 33 | +10 | 6   |
| 4.  | Аустралија     | 5  | 2 | 1 | 2 | 45 | 40 | +5  | 5   |
| 5.  | Грчка          | 5  | 1 | 0 | 4 | 39 | 56 | -17 | 2   |
| 6.  | Канада         | 5  | 0 | 0 | 5 | 21 | 61 | -40 | 0   |

#### Четвртфинале
| Датум            | 1. екипа  | Резултат | 2. екипа | Детаљи |
| ---------------- | --------- | -------- | -------- | ------ |
| 20. август 2008. | Црна Гора | 7 - 6    | Хрватска |        |

#### Полуфинале
| Датум            | 1. екипа | Резултат | 2. екипа  | Детаљи |
| ---------------- | -------- | -------- | --------- | ------ |
| 22. август 2008. | Мађарска | 11 - 9   | Црна Гора |        |

#### Утакмица за треће место
| Датум            | 1. екипа  | Резултат | 2. екипа | Детаљи |
| ---------------- | --------- | -------- | -------- | ------ |
| 24. август 2008. | Црна Гора | 4 - 6    | Србија   |        |

## Пливање
Жене
| Такмичарка | Дисциплина  | Квалификације | Квалификације | Полуфинале        | Полуфинале        | Финале            | Финале            | Детаљи |
| Такмичарка | Дисциплина  | Време         | Место         | Време             | Место             | Време             | Место             | Детаљи |
| ---------- | ----------- | ------------- | ------------- | ----------------- | ----------------- | ----------------- | ----------------- | ------ |
| Марина Куч | 200 м прсно | 2:31,24       | 31/41         | Није се пласирала | Није се пласирала | Није се пласирала | Није се пласирала |        |

## Стрељаштво
Мушкарци
| Такмичар         | Дисциплина          | Квалификације | Квалификације | Финале           | Финале           | Детаљи |
| Такмичар         | Дисциплина          | Резултат      | Место         | Резултат         | Место            | Детаљи |
| ---------------- | ------------------- | ------------- | ------------- | ---------------- | ---------------- | ------ |
| Никола Шарановић | Ваздушна пушка 10 м | 570           | 41/51         | Није се пласирао | Није се пласирао |        |
| Никола Шарановић | Пиштољ 50 м         | 535           | 44/45         | Није се пласирао | Није се пласирао |        |

## Џудо
Мушкарци
| Такмичар        | Дисциплина | Прелиминарна рунда    | Највољих 32              | Најбољих 16       | Четвртина финала      | Полуфинале | Прва рунда репасажа | Репасаж четвртине финала     | Репасаж полуфинала | Финале           |
| Такмичар        | Дисциплина | Противник             | Противник                | Противник         | Противник             | Противник  | Противник           | Противник                    | Противник          | Противник        |
| Такмичар        | Дисциплина | Резултат              | Резултат                 | Резултат          | Резултат              | Резултат   | Резултат            | Резултат                     | Резултат           | Резултат         |
| --------------- | ---------- | --------------------- | ------------------------ | ----------------- | --------------------- | ---------- | ------------------- | ---------------------------- | ------------------ | ---------------- |
| Срђан Мрваљевић | До 81      | Јусуф Бадра 0020:0010 | Хосе Мба Нчама 1011:0000 | Ђуо Леј 0111:0001 | Жилам Елмон 0000:0010 |            |                     | Њамуку Дамдинсурен 0000:1002 | Није се пласирао   | Није се пласирао |